# Clionoidea
Clionoidea is een superfamilie van weekdieren uit de klasse van de Gastropoda (slakken).

## Families
- Clionidae Rafinesque, 1815
- Cliopsidae O. G. Costa, 1873
- Notobranchaeidae Pelseneer, 1886
- Pneumodermatidae Latreille, 1825